# Sebnitzer Schattenspiel

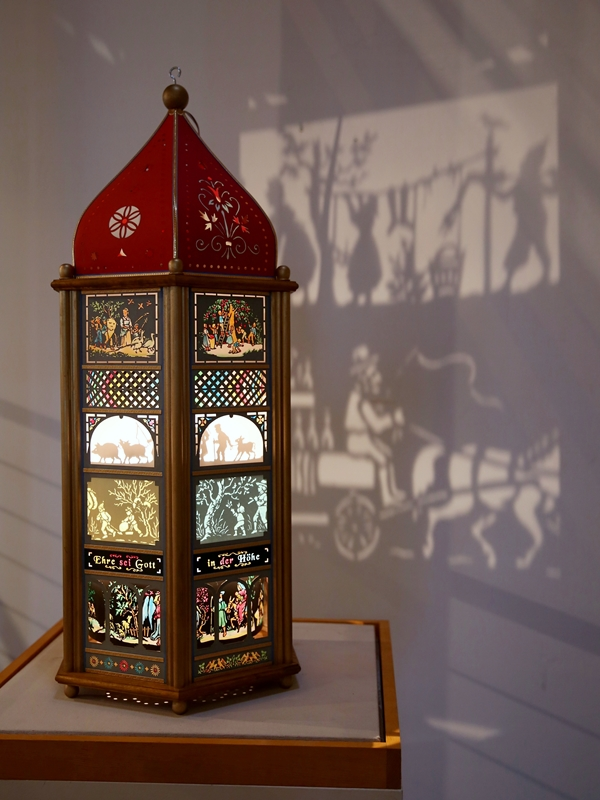
Sebnitzer Schattenspiel

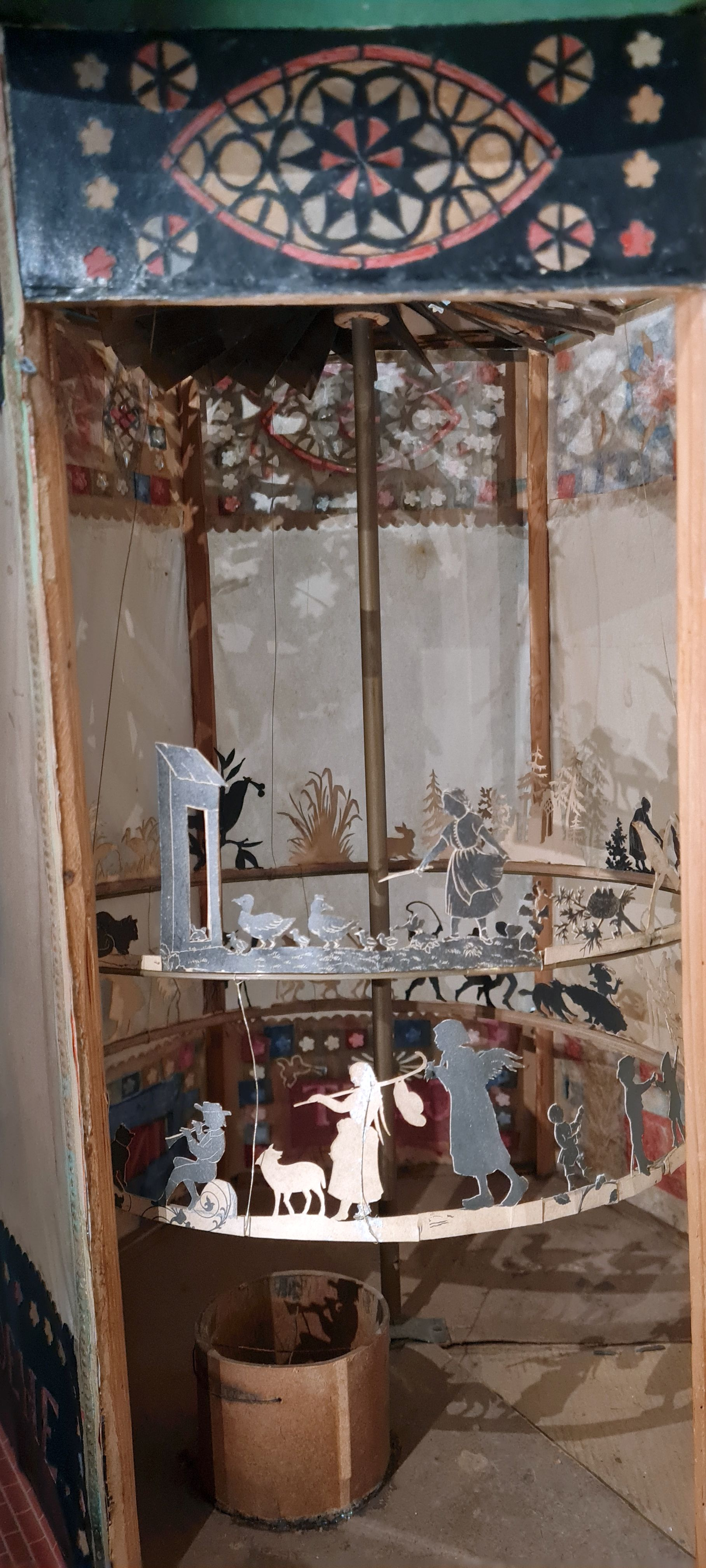
Inneres eines Sebnitzer Schattenspiels

Die Sebnitzer Schattenspiele entstanden als Weihnachtsvolkskunst Anfang des 19. Jahrhunderts. Die Verbreitung war regional eng um Sebnitz begrenzt.
Das Sebnitzer Schattenspiel hat ein Gehäuse aus Papier. Das Gerüst besteht aus Holz. Die Papierwände und das Dach sind mit Ornamentschnitten und Leuchtbildern versehen. Es gleicht äußerlich einer großen Laterne mit unterschiedlichen turm- oder tempelartigen Formen. Im Inneren des Schattenspiels dreht sich eine Trommel aus Holz oder Draht, die durch die aufsteigende Wärme einer Kerze oder Öllampe durch ein oben angebrachtes Flügelrad angetrieben wird. Die hölzerne Mittelachse der Trommel läuft oben und unten in einer Führung, unten endet sie in einer Nadel, die auf einer Glasscherbe steht. An den Außenwänden der Trommel sind in mehreren Etagen auf Holzreifen ausgeschnittene Scherenschnitte angebracht. Um das Umknicken der Figuren zu verhindern, sind sie an Draht oder Gaze befestigt. Das Licht der Kerze oder Öllampe wirft die Schatten der sich drehenden Scherenschnitte auf Öffnungen in der Gehäusewand, die mit transparentem Papier beklebt sind. Darauf bilden die bewegten, laufenden Schattenbilder einen faszinierenden Effekt.
Maßgeblichen Einfluss auf die Gestaltung der Schattenspiele hatte der Sebnitzer Scherenschnittkünstler Adolf Tannert (1839–1913).
Das erste datierte Schattenspiel mit Scherenschnitten von Adolf Tannert stammt aus dem Jahr 1856. Es gibt aber auch Schattenspiele aus der Mitte des 19. Jahrhunderts, deren Figurenstreifen nicht von Tannert geschnitten worden sind. Die Schattenspielbauer haben diese, wie wenige erhalten gebliebene Beispiele zeigen, aus Bilderbogen und Spielkarten ausgeschnitten und auf die Reifen geklebt. Die so entstandenen Figurenstreifen waren kleine Bildszenen.